# Pexopsis longicornis
Pexopsis longicornis là một loài ruồi trong họ Tachinidae.